# キランティ諸語
キランティ諸語（キランティしょご、英: Kiranti languages） は、ネパール東部の山岳地帯、及びその周辺地域（インド・ダージリン管区、シッキム州）に住むキランティ人が話す、30ほどの言語の総称である。
言語系統的には、トランス・ヒマラヤ語族（シナ・チベット語族、チベット・ビルマ語族）に属する。話者の大多数は、インド・ヨーロッパ語族に属するネパール語とのバイリンガルである。
キランティ諸語は複雑な動詞形態論を持ち、主語のみならず目的語の人称に応じた動詞の屈折が見られる。以下はリンブー語における例である。
khεnεʔ
you.SG
maaki
トウモロコシ
kε-dees-w-iiʔ
2-種をまく-3p-q
–
mεn-dee-ʔtee
NEG-まく-conv
waa-ʔε.
cop-1.SG:Npst
「お前はトウモロコシの種をまいたか？」「まいていない。」
上の疑問文において、動詞語幹 dees「まく」に付いた接頭辞kε-は二人称の主語を、接尾辞-wは三人称の目的語を表している。また、その答えとなる文では、コピュラwaaに一人称かつ非過去時制を表す接尾辞-ʔεが接続している。

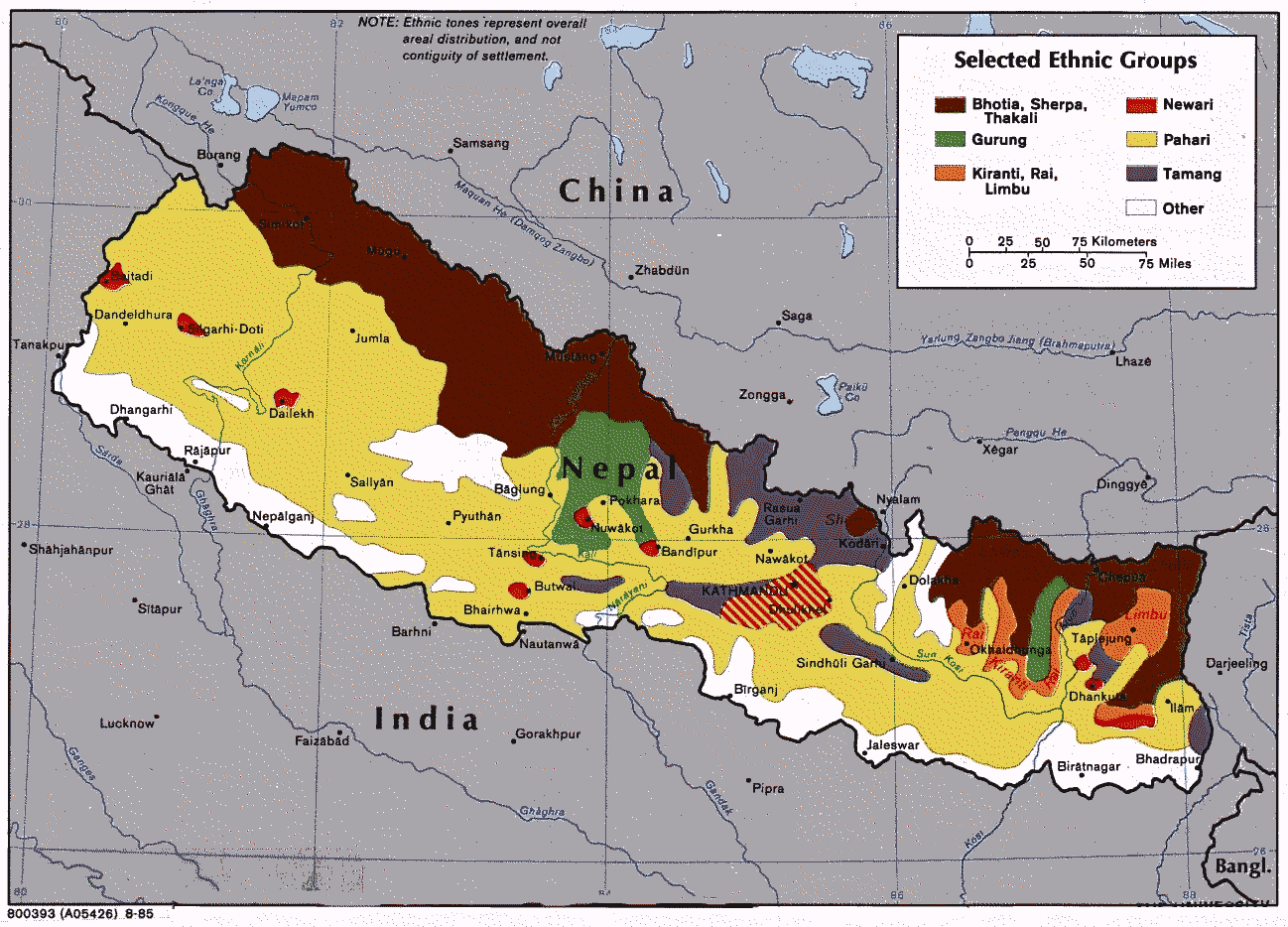
現代ネパールの民族分布を示した地図。「キランティ」「リンブー」「ライ」が単一のグループとしてまとめられている。

## 名称と歴史
「キランティ」（ネパール語: किराँती Kirā̃nti, किराँत Kirā̃t, किरात Kirāt） は、サンスクリット語の「キラータ」（किरात Kirāta）という語に由来する。
古代のインド亜大陸において、「キラータ」はヒマラヤ山脈南麓に住むチベット・ビルマ系民族全般を指す。一方、近現代のネパールにおいて、「キランティ」は主にリンブー人とライ人を指す。キランティ諸語を話す民族集団としては、リンブー、ライの他にも、ヤッカ人とスヌワール人が存在する。

### 民族名称としての「キランティ」

#### 古代から中世

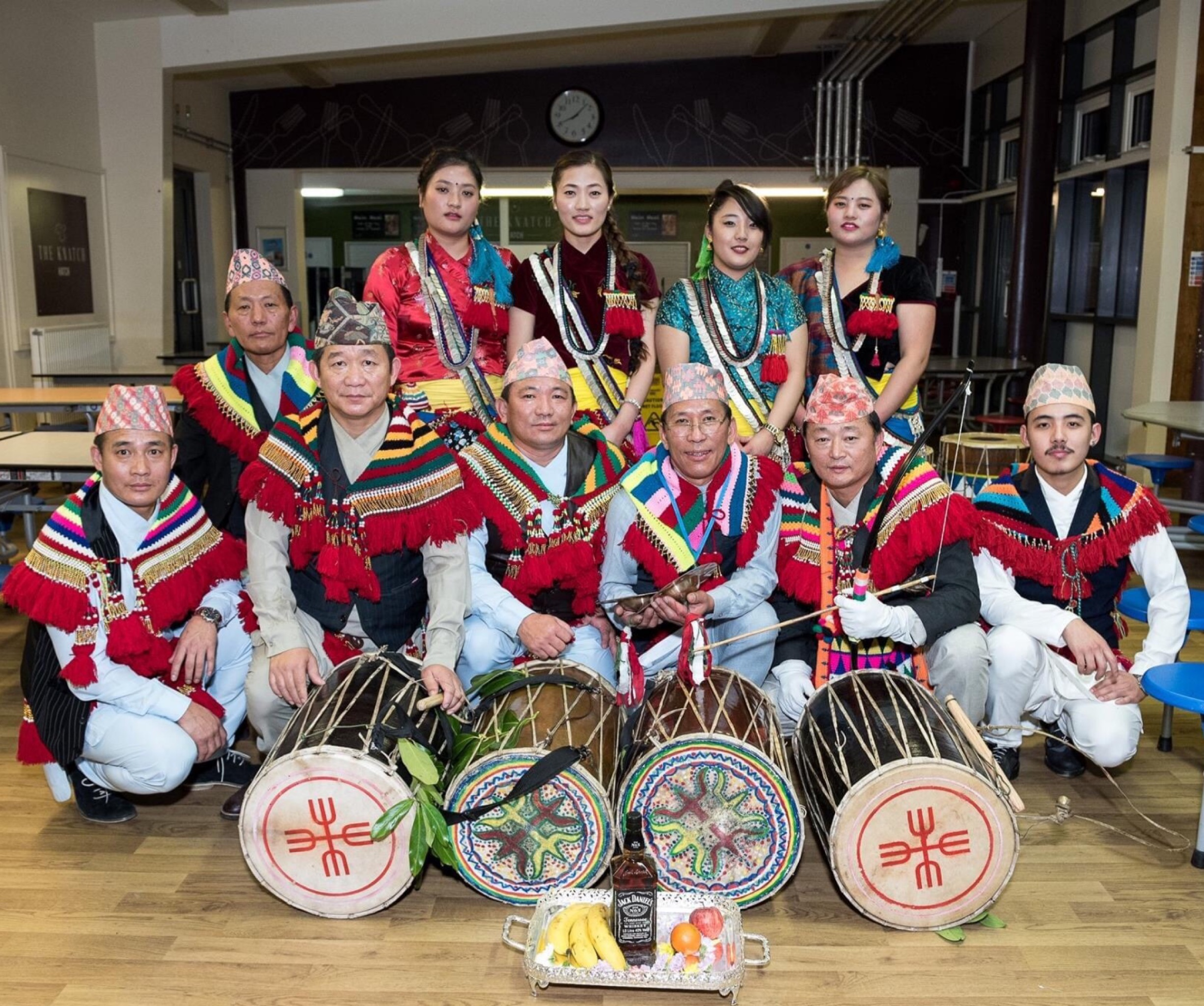
スヌワールの人々。

古代インドのサンスクリット語文献において、「キラータ」と称される人々が初めて現れるのは『ヤジュル・ヴェーダ』である。その後成立した『アタルヴァ・ヴェーダ』や『マハーバーラタ』、『ラーマーヤナ』といったサンスクリット語文献にも、「キラータ」に対する言及が見られる。フランスの東洋学者シルヴァン・レヴィは、『エリュトゥラー海案内記』の第62節に現れるCirrhadae（古代ギリシャ語: Κιῤῥαδαι）を、「キラータ」に比定している。
『マハーバーラタ』では、ヒマラヤ地域に住む「キラータ」の風貌が、以下のように記述されている。
[...] tasya cīnaiḥ kirātaiśca kāñcanairiva saṃvṛtam. babhau balamanādhṛṣyaṃ karṇikāravanaṃ yathā.—『マハーバーラタ』V, 584
（和訳）[...] チーナ（cīna）とキラータは、黄金に覆われており、その無敵の軍隊は、あたかも[黄色い花を咲かせる]カルニカーラ（karṇikāra）の森のようである。
「キラータ」が「黄金」のような容姿を備えている点は、『ラーマーヤナ』の中でも言及されている。『エリュトゥラー海案内記』は、「デーサレーネー」（古代ギリシャ語: Δησαρηνὴ、ガンジス河口地域）の北に住むCirrhadaeを、「鼻が平らで、獰猛な人種」として描写している。
以上のような古代の文献に登場する「キラータ」は、特定の民族集団を指すわけではなく、ヒマラヤ南東部に居住していた、モンゴロイド的な風貌を持つ狩猟民族の総称であったと考えられる。21世紀の現在でも、インド亜大陸の北東部（北東インド、チッタゴン丘陵、ブータン、ネパール）においては、ナガ、クキ、チン、タマン、マガール、リンブー、ライといったチベット・ビルマ系の民族や、カシ、ムンダといったオーストロアジア系の民族が暮らしている。古代のインド亜大陸では、そうしたヒマラヤの非インド・アーリヤ系山岳民族が、一括りに「キラータ」として認識されていたようである。
なお、ネパールの歴史上、「キラータ」という語が始めて用いられたのは、14世紀の年代記『ゴーパーラ・ラージャ・ヴァンシャーヴァリー』である。

#### 近世以降

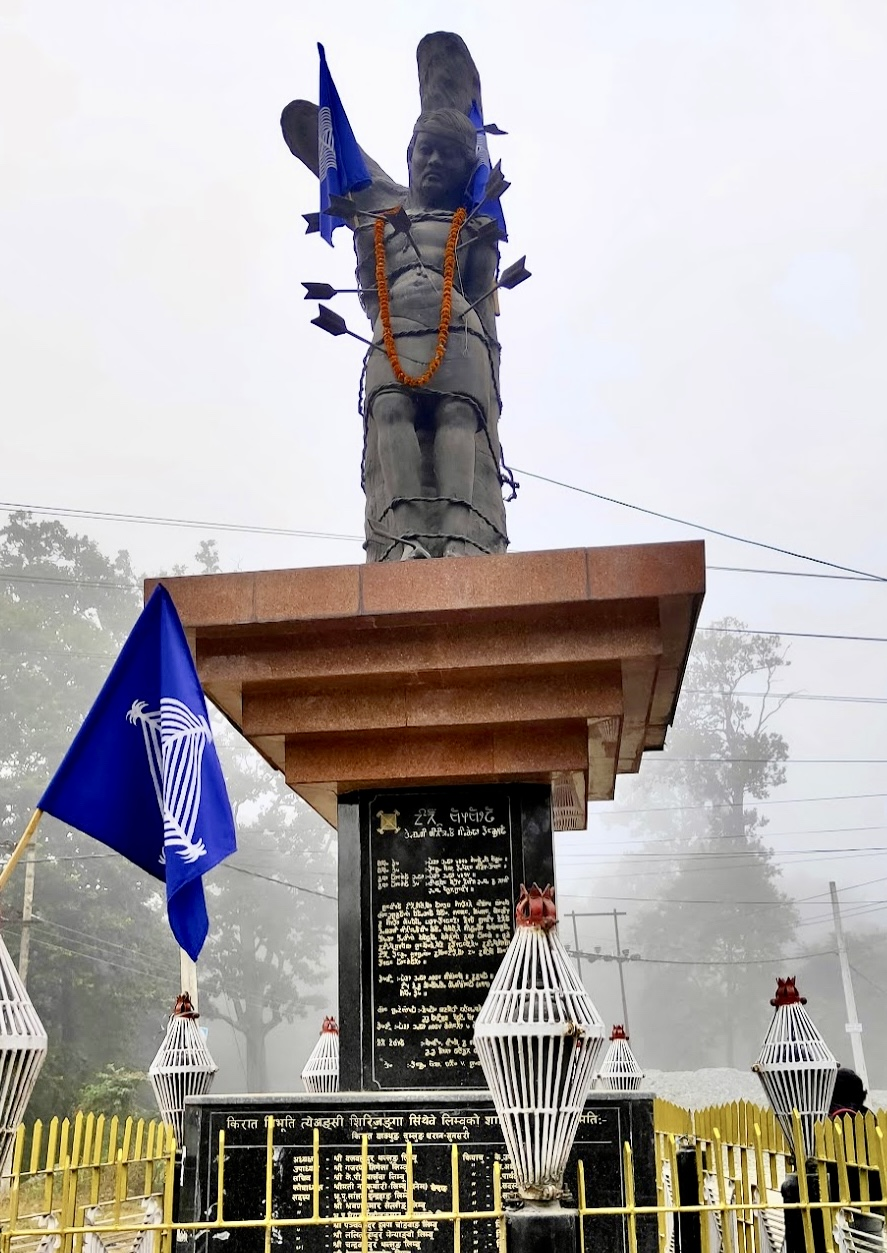
18世紀にリンブー文字の「復興」を図ったシュリジャンガの像。

今日的な意味での「キランティ」は、チベット・ビルマ系諸民族の中でも、リンブー、ライ、ヤッカ、スヌワール人の4集団を指す。元来他民族からの他称であった「キランティ」を、彼らが自称し始めたのは、18世紀にゴルカ王国のプリトビ・ナラヤン・シャハがネパールの山岳地帯を征服して以降のことに過ぎない。
リンブー、ライ、ヤッカ、スヌワールという多様な言語・習慣・信仰を持つ集団の間に、「キランティ」という共通の民族意識が芽生えた背後には、ゴルカ朝による支配がある。19世紀半ばに制定された法典『ムルキ・アイン』において、彼らはグルンやマガールといった他のチベット・ビルマ系民族と共に、「酒飲み（ネパール語: मतवाली matvāli）」カーストに分類され、ブラフミンやチェトリ、タクリといった上位カーストよりも低く位置付けられた。さらに、彼らの暮らす地域では、ヒンドゥー教徒による入植や、ネパール語使用の推進も図られた。このように旧来の文化や生活が脅かされるなか、リンブーやライの知識人が自らの民族を定義付ける要素として参照したものの一つが、イギリス人による言語学・民族学研究であった。ブライアン・ホートン・ホジソンのようなイギリス人学者が出版したキランティ諸語の言語資料は、彼らの民族意識にも大きな影響を与えている。

### 言語分類としての「キランティ」
ホジソンによる著作Comparative Vocabulary of the Languages of the broken Tribes of Népál（1857年）と、On the Kiránti Tribe of the Central Himalaya（1858年）は、キランティ諸語の言語学的資料のうち、最も初期のものである。ホジソンが記録したキランティ諸語は以下の18言語である。
- 「ハユ語」（Hayu）
- 「バヒン語（英語版）」（Báhinggyá）
- 「チュラス語（英語版）」（Chouras’ya）
- 「トゥルン語（英語版）」（Thulungg’ya）
- 「カリン語（英語版）」（Kháling）
- 「ドゥミ語（英語版）」（Dúmi）
- 「チャムリン語（英語版）」（Ródóng/Chámling）
- 「ドゥンマリ語（英語版）」（Dúngmáli）
- 「ワリン語（英語版）」（Wáling）
- 「ルンチェンブン語（英語版）」（Rúngchhénbúng）
- 「チンタン語（英語版）」（Chhingtángya）
- 「サンパン語（英語版）」（Sángpáng）
- 「ナチェレン語」（Náchheréng）
- 「クルン語（英語版）」（Kulúng’ya）
- 「バラリ語（英語版）」（Báláli）
- 「ロホロン語（英語版）」（Lóhóróng）
- 「ヤッカ語（英語版）」（Yákha）
- 「ランビチョン語（英語版）」（Lámbichhóng）

ホジソンはこれらの言語に加えて、リンブー語の話者を「キランティ」と見做している。
20世紀初頭にジョージ・エイブラハム・グリアソンが編纂した『インド言語調査』では、ホジソンが調査した「チベット・ビルマ諸語のキランティ語群」（the Kirāntī group of Tibeto-Burman languages） に加えて、以下の6言語を「複雑な代名詞化言語の東部下位語群」（Eastern sub-group of the complex pronominalized languages）として分類している。
- ディマル語（英語版）
- タンミ語（英語版）
- バラム語（英語版）
- タカリ語（英語版）
- チェパン語（英語版）
- クスンダ語[注 8]

これらの6言語は、現在では「キランティ諸語」に含まれない。一方、リンブーや「ライ」、ヤッカやスヌワールといった民族の言語は、現在でも「キランティ諸語」として分類されている。

## 社会言語学的状況
キランティ諸語の話者は、ネパールのリク川以東、ラメチャープ郡、シンドゥリ郡以東の山岳地帯に居住している。また、インド・西ベンガル州のダージリン県や、シッキム州西部にも居住している。2011年現在、ネパールで暮らす「キランティ」の人々のうち、8割以上がヒンドゥー教徒、1割弱が仏教徒である。一方、「トンバ」と呼ばれる醸造酒や、「キネマ」と呼ばれる納豆、独特な民族衣装や、民族の起源にまつわる神話など、ヒンドゥー教徒のインド・アーリヤ系民族とも、仏教徒のチベット人とも異なる文化的要素が見られる。

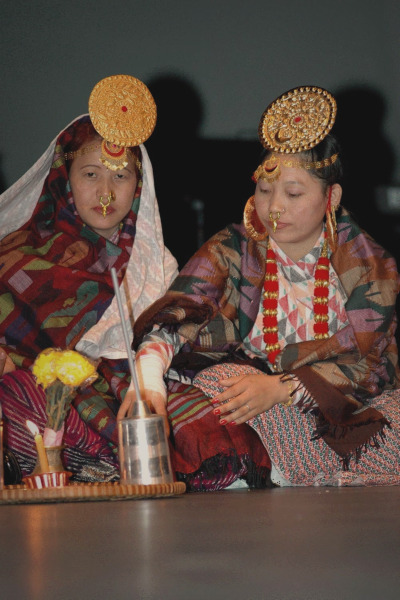
トンバを飲むリンブーの女性たち。

キランティ諸語の多くは、極めて深刻な消滅の危機に瀕している。2011年に行われたネパールの国勢調査では、約80万人がキランティの言語を「母語」として回答した。しかし、話者の実数はこれを下回っていると見られる。また、2001年のインドの国勢調査によると、リンブー語と「ライ語」の話者は国内に5万人ほど暮らしているという。いずれにせよ、キランティ諸語に属する言語の大部分は、話者数が1万人を切っており、若い世代ではネパール語への言語交替も進んでいる。なお、キランティ諸語の話者は、ほぼ全員がネパール語も流暢に話すことができる。

## 系統と分類
キランティ諸語がトランス・ヒマラヤ語族（シナ・チベット語族、チベット・ビルマ語族）に属するという見解は定説となっている。しかし、トランス・ヒマラヤ語族内の他の言語との関係については不明な点も多く、「キランティ諸語」という系統分類の妥当性自体にも疑義が呈されている。

### キランティ諸語の分類
フランス国立科学研究センターのボイド・ミハイロフスキーは、音節初頭子音における音対応を基に、キランティ諸語を東部語群と西部語群に二分している。
ミハイロフスキーによると、東部語群ではキランティ祖語の音節初頭子音に以下のような変化が生じている。
- 無声音の声門化（英語版）。
- 有声音の無声化。
- 声門化した軟口蓋音、硬口蓋音の有気音化（*ʔk-, *ʔc- > kh-, ch-）。

一方、西部語群では以下の変化が生じたという。
- - kw- > *ɓ- (子音連続kw-の両唇入破音化)。

Michailovsky（2017）は、東部語群と西部語群に属する言語を、類型論的な特徴をもとに、以下のように分類している。
- 東部諸語（Eastern）
  - 中央東部
    - クルン語（英語版）
    - サンパン語（英語版）

  - 南東部
    - チャムリン語（英語版）
    - バンタワ語（英語版）
    - プミ語（英語版）
    - チンタン語（英語版）

  - アルン上流部
    - メワハン語（英語版）
    - ロホロン語（英語版）

  - 極東部
    - リンブー語
    - ヤッカ語群(Yakkha Group)
      - アトパレ語（英語版）
      - ベルハレ語（英語版）
      - ヤッカ語（英語版）
- 西部諸語（Western）
  - ハユ語
  - 中核西部(Core Western)
    - バヒン語（英語版）-スヌワール語
    - トゥルン語（英語版）
    - コイ語（英語版）
    - ワンブレ語（英語版）
    - ジェルン語（英語版）

  - 中央西部(West-Central)
    - ドゥミ語（英語版）
    - カリン語（英語版）

もっとも、ベルン大学のパスカル・ゲルバーとセリン・グロールマンは、西部語群において*kw- > *ɓ-という音変化が生じたとする証拠は十分でないとしている。

### トランス・ヒマラヤ語族内における系統的位置
複雑な人称の一致体系を持つキランティ諸語は、四川省で話されるギャロン系諸言語、雲南省やミャンマー・カチン州のヌン諸語、インドのヒマーチャル・プラデーシュ州、ウッタラーカンド州及びネパールに分布する西ヒマラヤ諸語といった他のトランス・ヒマラヤ諸語と共に「ルン諸語」として分類される場合がある。一方、フランスの言語学者ギョーム・ジャックとトマ・ペラールは、「ルン諸語」に共通する語彙的改新が見られないとして、これをひとまとまりの下位語群と見做すことに異議を唱えている。
ベルン大学のパスカル・ゲルバーとセリン・グロールマンは、「キランティ諸語」自体を特徴づける音韻的・形態論的・語彙的改新が見られないと主張している。すなわち、トランス・ヒマラヤ語族の下位語群として「キランティ諸語」を設定するのは、少なくとも系統分類の観点からは妥当でないということになる。

## 類型論的特徴
トランス・ヒマラヤ語族（シナ・チベット語族）に属する多くの言語と同様、キランティ諸語の基本語順はSOV型であり、動作主を表す他動詞の主語は、能格を取る。目的語には何も付かないが、人称代名詞にはネパール語から借用された対格ないし与格標識のलाई lāiが付くこともある。
格や指示詞においては、指示対象の高度に応じた区別が見られる。また、動詞においては逆行態が見られる。

### 音韻論
キランティ諸語の音節は、(CI)V(Cf)のような構造をしている（カッコ内の要素は現れないこともある）。
初頭子音(CI)の構造は、さらにCi(Cm)のように模式化できる。(Cm)の位置に出現しうる子音は、j, w, r, lである。
母音Vの音質は5つから10ほどである。さらに長短が区別されることもある。
音節末子音Cfとしては、6から10ほどの子音が現れる。
以下では、キランティ諸語の音素体系の例として、カリン語の音素目録を示す。
| i | iː | ʉ | ʉː | u | uː |
| e | eː | ɵ | ɵː | o | oː |
| ɛ | ɛː | ʌ |    |   | oɔ |
|   |    | a | aː |   |    |

|                |            | 唇音 | 歯茎音 |     | 軟口蓋音 | 声門音 |
| -------------- | ---------- | ---- | ------ | --- | -------- | ------ |
| 鼻音           | 鼻音       | m    | n      |     | ŋ        |        |
| 破裂音/ 破擦音 | 無声音     | p    | t      | t͡s  | k        | ʔ      |
| 破裂音/ 破擦音 | 無声有気音 | pʰ   | tʰ     | t͡sʰ | kʰ       |        |
| 破裂音/ 破擦音 | 有声音     | b    | dʰ     | d͡z  | ɡ        |        |
| 破裂音/ 破擦音 | 無声有気音 | bʰ   | dʰ     | d͡zʰ | ɡʰ       |        |
| 流音           | 流音       |      | l      | r   |          |        |
| 摩擦音         | 摩擦音     |      | s      |     |          | ɦ      |
| 接近音         | 接近音     | w    |        | j   |          |        |

Ciの位置には全ての子音が、Cmにはrとlが、Cfにはp, t, k, m, n, ŋ, r, l, s, jが現れる。

#### 声調
スヌワール語、トゥルン語、カリン語といった一部のキランティ諸語では、声調の区別が報告されている。例えば、カリン語において、短母音で終わる音節を除き、平調と下降調が区別される。
- tsenɛ「駄目になる」
- tsēːnɛ「ふるいにかける」（平調）
- tsêːnɛ「閉める」（下降調）

### 名詞形態論

#### 格と数
数の標示は義務的ではないが、人間を指す名詞には複数及び双数の標識を付けることができる。格は後置詞によって標示される。以下はヤッカ語における例である。
ghak
全て
kucuma=ci=be
犬=Nsg=LOC
「全ての犬たちに」
どのキランティ諸語においても、能格、属格、共格、処格、奪格の標識は区別される（具格の標識は能格と同形である）。処格に関しては、多くのキランティ諸語において、指し示す場所の高度により異なる標識が使い分けられる。以下はバンタワ語の例である。
ɨŋka
私
papa-du-t-nin
父-highloc-[t]-ALL
khat-ŋa-ne,
行く-1.SG-opt
nana,
姉
khana-nin,
あなた-HON
mama-yu-t-nin
母-lowloc-[t]-ALL
khara-ne.
行く-opt
「私は（上にいる）父のところへ行かなければなりません。お姉さん、あなたは（下にいる）母のところへ行ってくださいませんか。」
バンタワ語のduは上方にあるものを、yuは下方にあるものを指す時に用いる。

#### 所有
どのキランティ諸語においても、人称代名詞の独立形と、所有接頭辞は区別される。以下はバヒン語における人称代名詞と所有接頭辞を示したものである。
|        | 1.単数 | 1.双数.除外 | 1.複数.除外 | 1.双数.包括 | 1.複数.包括 | 2.単数 | 2.双数 | 2.複数 | 3.単数 | 3.双数 | 3.複数 |
| ------ | ------ | ----------- | ----------- | ----------- | ----------- | ------ | ------ | ------ | ------ | ------ | ------ |
| 独立形 | gu     | gusu        | guku        | gɤsi        | gɤi         | gɤ     | gɤsi   | gɤni   | am     | amdɔsi | amdɔ   |
| 接頭辞 | ɔ      | wɔsi        | ɔke         | isi         | ike         | i      | isi    | ini    | a      | asi    | ani    |

所有接頭辞は、ɔ-gy「私の手」のように用いる。wam-ke a-pija「熊の頭」のように、属格標識（-ke）と同時に用いることもできる。

#### 指示詞
指示詞の体系においても、指し示す場所の高度に応じた区別が見られる。例えば、ヤッカ語では、話者より上にあるか、同じ高さにあるか、下にあるかによって異なる指示詞が用いられる。
| Direction | 副詞・感動詞 | 単数  | 非単数 |
| --------- | ------------ | ----- | ------ |
| 上        | tu           | tunna | tukha  |
| 横        | yu           | yunna | yukha  |
| 下        | mu           | munna | mukha  |

カリン語には、話者が視覚でなく聴覚により認識したものを指す指示詞（auditory demonstrative）tikî-も存在する。
mʌri
とても
mu-jɛd-u,
NEG-好き-1.SG>3.SG
tikî-m
そこ:aud-nmlz
phēm
そうした
mʌʈʌrbaik
バイク
「ああいうバイクは本当に好きじゃない。」（家の外で騒音を出しながら走っているバイクを指して）
mâŋ
何
lêl
歌
tikî-m
そこ:aud-nmlz
「それ何て曲？」（電話の相手がかけている音楽を聞いて）

### 動詞形態論
大部分のキランティ諸語では、動詞の過去形が非過去形から区別される。また、自動詞は主語の人称と数に応じて、他動詞は主語及び目的語の人称と数に応じて語形変化を起こす。ただし、スヌワール語の多くの変種では、主語のみが人称の一致に関与する。

#### 逆行態
一部のキランティ諸語において、他動詞では、主語と目的語の人称及び数が、特定の組み合わせになった場合に、逆行態の接頭辞を取る。例えば、バンタワ語においてはɨ-がこれに相当する。以下はバンタワ語における動詞の人称変化を示したものである（Σは語幹を表す）。
| 他動詞（動作者/被動作者） | 一人称  | 二人称 | 三人称 |
| ------------------------- | ------- | ------ | ------ |
| 一人称                    |         | Σ-na   | Σ-uŋ   |
| 二人称                    | tɨ-Σ-ŋa |        | tɨ-Σ-u |
| 三人称                    | ɨ-Σ-ŋa  | tɨ-Σ   | Σ-u    |
| 自動詞                    | Σ-ŋ     | tɨ-Σ   | Σ      |

接頭辞ɨ-が現れるのは、動作主（主語）が被動作主（目的語）の「人称階層」を上回った場合である。バンタワ語における人称階層は、「一人称＞二人称＞三人称単数>三人称複数」の順に高い。このため、例えば、三人称が主語、一人称が目的語となる場合には、人称接辞に加え、逆行接頭辞のɨ-が動詞に付く。また、三人称複数が主語、三人称単数が目的語となった場合にも、動詞にɨ-が出現する。
khaŋ-u-m-ka
見る-3.SG-1.PL.a-EXCL
「私たち（除外形）は彼を見た。」
ɨ-khaŋ-in-ka
inv-見る-1.PL.p-EXCL
「彼は私たち（除外形）を見た。」
khaŋ-u
見る-3.SG
「彼は彼を見た。」
ɨ-khaŋ-a
inv-見る-pst
「彼らは彼を見た。」
トランス・ヒマラヤ諸語において、逆行態はジャプク語といったギャロン系諸言語にも見られる。